# Championnats du monde de gymnastique artistique 1978
Navigation
Édition précédente Édition suivante
Les 19e championnats du monde de gymnastique artistique ont eu lieu à Strasbourg au Rhénus.

## Résultats hommes

### Concours par équipes
| 1st | Japon Eizō Kenmotsu, Shigeru Kasamatsu, Hiroshi Kajiyama, Junishi Shimizu, Mitsuo Tsukahara, Shonzo Shiraishi        | 579.850 |
| 2nd | URSS Nikolai Andrianov, Aleksandr Dityatin, Aleksandr Tkatchev, Gennadiy Krysin, Eduard Azaryan, Vladimir Markelov   | 578.950 |
| 3rd | Allemagne de l'Est Roland Brückner, Michael Nikolay, Ralph Bärthel, Reinhard Rückriem, Lutz Mack, Ralf-Peter Hemmann | 571.750 |

### Concours général individuel
| 1st | Nikolai Andrianov (URS)  | 117.200 |
| 2nd | Eizō Kenmotsu (JPN)      | 116.550 |
| 3rd | Aleksandr Dityatin (URS) | 116.375 |

### Finales par engins

#### Sol
| 1st | Kurt Thomas (États-Unis) | 19.650 |
| 2nd | Shigeru Kasamatsu (JPN)  | 19.575 |
| 3rd | Aleksandr Dityatin (URS) | 19.400 |

#### Cheval d'arçon
| 1st | Zoltán Magyar (HUN)    | 19.800 |
| 2nd | Eberhard Gienger (FRG) | 19.425 |
| 3rd | Stoyan Deltchev (BUL)  | 19.400 |

#### Anneaux
| 1st | Nikolai Andrianov (URS)  | 19.700 |
| 2nd | Aleksandr Dityatin (URS) | 19.675 |
| 3rd | Dan Grecu (ROU)          | 19.650 |

#### Saut
| 1st | Junichi Shimizu (JPN)   | 19.600 |
| 2nd | Nikolai Andrianov (URS) | 19.575 |
| 3rd | Ralph Bärthel (GDR)     | 19.550 |

#### Barres parallèles
| 1st | Eizō Kenmotsu (JPN)     | 19.600 |
| 2nd | Hiroshi Kajiyama (JPN)  | 19.575 |
| 2nd | Nikolai Andrianov (URS) | 19.575 |

#### Barre fixe
| 1st | Shigeru Kasamatsu (JPN) | 19.675 |
| 2nd | Eberhard Gienger (FRG)  | 19.650 |
| 3rd | Stoyan Deltchev (BUL)   | 19.600 |
| 3rd | Gennady Krysin (URS)    | 19.600 |

## Résultats femmes

### Concours par équipe
| 1st | USSR               | 164 Maria Filatova        | 388.750 |
| 1st | USSR               | 166 Natalia Chapochnikova | 388.750 |
| 1st | USSR               | 165 Elena Mukhina         | 388.750 |
| 1st | USSR               | 167 Nellie Kim            | 388.750 |
| 1st | USSR               | 168 Svetlana Agapova      | 388.750 |
| 1st | USSR               | Tatiana Arzhannikova      | 388.750 |
| 2nd | Roumanie           | 141 Nadia Comăneci        | 384.250 |
| 2nd | Roumanie           | 145 Emilia Eberle         | 384.250 |
| 2nd | Roumanie           | 144 Marilena Neacșu       | 384.250 |
| 2nd | Roumanie           | 142 Teodora Ungureanu     | 384.250 |
| 2nd | Roumanie           | Anca Grigoraș             | 384.250 |
| 2nd | Roumanie           | 147 Marilena Vlădărău     | 384.250 |
| 3rd | Allemagne de l'Est | 134 Steffi Kräker         | 382.250 |
| 3rd | Allemagne de l'Est | 135 Silvia Hindorff       | 382.250 |
| 3rd | Allemagne de l'Est | 139 Birgit Süß            | 382.250 |
| 3rd | Allemagne de l'Est | 136 Heike Kunhardt        | 382.250 |
| 3rd | Allemagne de l'Est | 137 Karola Sube           | 382.250 |
| 3rd | Allemagne de l'Est | Ute Wittwer               | 382.250 |

### Concours général individuel
| 1st | 165 Elena Mukhina (URS)         | 78.725 |
| 2nd | 167 Nellie Kim (URS)            | 78.575 |
| 3rd | 166 Natalia Chapochnikova (URS) | 77.875 |

### Finales par engins

#### Saut
| 1st | 167 Nellie Kim (URS)     | 19.625 |
| 2nd | 141 Nadia Comăneci (ROU) | 19.600 |
| 3rd | 134 Steffi Kräker (GDR)  | 19.550 |

#### Barres asymétriques
| 1st | 60 Marcia Frederick (États-Unis) | 19.800 |
| 2nd | 165 Elena Mukhina (URS)          | 19.725 |
| 3rd | 145 Emilia Eberle (ROU)          | 19.625 |

#### Poutre
| 1st | 141 Nadia Comăneci (ROU) | 19.625 |
| 2nd | 165 Elena Mukhina (URS)  | 19.600 |
| 3rd | 145 Emilia Eberle (ROU)  | 19.575 |

#### Sol
| 1st | 167 Nellie Kim (URS)          | 19.775 |
| 1st | 165 Elena Mukhina (URS)       | 19.775 |
| 3rd | 145 Emilia Eberle (ROU)       | 19.525 |
| 3rd | 68 Kathy Johnson (États-Unis) | 19.525 |

## Tableau des médailles
| Rang | Nation               | Or | Argent | Bronze | Total |
| ---- | -------------------- | -- | ------ | ------ | ----- |
| 1    | USSR                 | 7  | 7      | 4      | 18    |
| 2    | Japon                | 4  | 3      | 0      | 7     |
| 3    | États-Unis           | 2  | 0      | 1      | 3     |
| 4    | Roumanie             | 1  | 2      | 4      | 7     |
| 5    | Hongrie              | 1  | 0      | 0      | 1     |
| 6    | Allemagne de l'Ouest | 0  | 2      | 0      | 2     |
| 7    | Allemagne de l'Est   | 0  | 0      | 4      | 4     |
| 8    | Bulgarie             | 0  | 0      | 2      | 2     |